# Подземни град
Подземни град се налази у Малом Зворнику, грађен је као тајно склониште војске Краљевине Југославије и краљево ратно командно место и за дужи боравак већег броја људи под земљом. Градња је почела 1931. године и трајала је све до убиства краља Александра I Карађорђевића у Марсеју 1934. године и до тада је урађено око две трећине склоништа.
Приступ плану подземног комплекса који је носио шифровано име „Камена девојка” имало је свега петоро људи у Краљевини. Подземни лавиринт су копали и бетонирали робијаши, довођени и одвођени ноћу, тако да нису знали ни где се налазе, ни шта граде. Тачна намена и план коришћења остали су до данас непознати, јер документи о овом тајном пројекту досад још нису откривени.

## Положај и опис
Склониште се налази недалеко од пешачког моста на Дрини, у стеновитом брду. До престанка радова је изграђено 75 просторија и неколико километара саобраћајница које их повезују, као и систем за водоснабдевање, са дванаест улаза према реци Дрини. Да је комплекс требало да се простире на много већој површини, указује један од ходника дужи од 20 километара. Коришћено је само једном, 0д 7. до 9. априла 1941. године, када је пре одласка у избеглиштво, своју последњу ноћ у Србији, у недовршеном склоништу, провео млади Петар II Карађорђевић. Ту је одржана и последња седница Владе Краљевине Југославије, пре одласка, преко Хан Пијеска, Пала и Никшића у емиграцију.
Дуж око километар и по ходника налазе се просторије, собе, сале, кабинет, дворане које су измалтерисане и окречене у бело и које је требало да приме, по завршетку градње, од три до пет хиљада људи са свим условима за несметан боравак под тонама стена. Ту је и капела са местом за олтар, једина, орнаментом дуж зида украшена просторија. У просторијама нема намештаја, јер је опљачкан током и после Другог светског рата. Покрадено је све што се могло однети, укључујући електричне и водоводне инсталације и три масивне украсне „краљеве чесме” које су по неким тврдњама биле позлаћене.
У подземним просторијама уопште није хладно, температура је од 14 до 16 °C, а влаге има врло мало. Цео тај простор су природно шупље стене које су додатно издубљене. Још се истражује шта се све налази у седамдесетак просторија, док је општина Мали Зворник значајна уложила средства у осветљење и адаптацију и понудила као јединствену туристичку атракцију.
На непун километар од главног улаза, налази се подземна црква у стени коју су урадили градитељи. Црква је у фази адаптацији и у којој се обавља богослужење.

## Занимљивости
У подземном граду је сниман део телевизијске серије Драмска трилогија 1941—1945, њен први део „Равна Гора”, 2012. године.

## Галерија
- Просторија у којој је одржана седница Владе
- Ходник
- Краљев кабинет
- Отвор за вентилацију
- Капела
- Орнамент у капели
- Обилазак
- „Краљеве чесме”
- Бунар